# Windkraftanlage Lichtenegg
Die Windkraftanlage Lichtenegg, manchmal auch Windkraftanlage Pesendorf genannt, ist eine Windkraftanlage mit integrierter Aussichtskanzel auf der Pesendorfer Höhe (800 m ü. A.), einem Höhenrücken der Buckligen Welt nahe Pesendorf, einer Ortschaft der Gemeinde Lichtenegg in Niederösterreich.

## Windkraftanlage
Die Windkraftanlage vom Typ Enercon E-66 mit einer Nabenhöhe von 65 m, einem Rotordurchmesser von 70 m und einer installierten Leistung von 1,8 Megawatt wurde im Jahr 2003 errichtet. Betreiber ist die Bucklige Welt Wind Wicon Engineering GmbH & Co KG (BWW). Der erzeugte Strom wird in das Netz der Energieversorgung Niederösterreich (EVN) eingespeist. Die EVN betreibt in Kooperation mit BWW, der ÖGUT und der Gemeinde Lichtenegg in der Nähe seit 2010 einen "Erlebnispark" zum Thema Erneuerbare Energien mit zehn unterschiedlichen Kleinwindkraftanlagen sowie einer Photovoltaikanlage und einem Energiespeicher.

## Aussichtskanzel
Außergewöhnlich an der Windkraftanlage ist vor allem die Aussichtskanzel, die in 60 Meter Höhe, direkt unterhalb der Gondel, am Turm der Windkraftanlage installiert ist. Weltweit gibt es weniger als ein Dutzend solcher Anlagen, davon zwei in Österreich.
Von der rundum verglasten Aussichtskanzel, die über eine Wendeltreppe mit 300 Stufen im Inneren des Turmes erreichbar ist, hat man Aussicht über die umliegende Bucklige Welt mit dem Wechsel im Süden und dem Schneeberg im Westen. Bei guter Wetterlage reicht die Fernsicht im Norden bis nach Wiener Neustadt, im Osten bis zum Neusiedler See.
Die Besucherkanzel ist in den Sommermonaten am Wochenende regelmäßig für Besucher geöffnet, des Weiteren sind Führungen außer der Reihe nach Voranmeldung möglich. Für kleine Kinder ist der Zugang aus Sicherheitsgründen eingeschränkt.
Am 15. Juni 2014 wurde gleichzeitig mit der Veranstaltung Tag des Windes in der WKA der erste dokumentierte Treppenlauf in einer Windkraftanlage veranstaltet. Den für den Treppenlaufweltcup 2014 gewerteten Lauf gewannen der Slowene Majaz Miklosa in 1:03,24 min und die Österreicherin Marie Theresa Handlbauer in 1:28,43 min.
Am 19. Mai 2019 lief der Ultraläufer Rainer Predl hier – weltweit erstmals in einem Windkraftwerk – einen Marathon mit 3125 13,5-m-Runden = 42,19 km in der verglasten Kanzel. Predl benötigte dafür 4 Stunden, 21 Minuten und 37 Sekunden. Der Lauf war auch wegen der Schwingungen der Windkraftanlage im Wind eine Herausforderung.
Im Zuge der Corona-Pandemie fand zum Tag des Windes am 15. Juni 2020 eine Show ohne am Ort anwesendes Publikum statt. Akrobatikkünstlerin Stefanie Millinger aus Salzburg machte eine einarmige Handstanddarbietung auf einem Windturbinenflügel.